# Gunnar Nixon
Pour les articles homonymes, voir Nixon.
Gunnar Nixon  (né le 13 janvier 1993 à Weatherford) est un athlète américain, spécialiste du décathlon.

## Biographie
Sixième des Jeux olympiques de la jeunesse d'été de 2010, il se classe deuxième des Championnats panaméricains juniors de 2011. Il dispute cette même année son premier décathlon senior à Arcadia, réalisant un total de 7 577 points.
Étudiant à l'Université de l'Arkansas à Fayetteville, Gunnar Nixon remporte les championnats NCAA, à Des Moines en établissant un nouveau record national junior avec 7 892 pts. Il s'adjuge par la suite le titre des championnats des États-Unis juniors. En juillet, à Barcelone, il devient champion du monde junior avec 8 018 points, améliorant son propre record national junior. Il devance sur le podium l'Australien Jake Stein et le Néerlandais Tim Dekker.  
En 2013, Gunnar Nilson remporte le titre de l'heptathlon lors des Championnats des États-Unis en salle d'Albuquerque, avec un score de 6 232 pts. Fin mai, il dépasse pour la première fois de sa carrière les 8 000 pts au décathlon en se classant troisième du meeting de Götzis, avec 8 136 pts.

### Palmarès
| Date | Compétition                        | Lieu      | Résultat | Épreuve   | Points |
| ---- | ---------------------------------- | --------- | -------- | --------- | ------ |
| 2011 | Championnats panaméricains juniors | Miramar   | 2e       | Décathlon | 7 669  |
| 2012 | Championnats du monde juniors      | Barcelone | 1er      | Décathlon | 8 018  |
| 2013 | Hypo-Meeting                       | Götzis    | 3e       | Décathlon | 8 131  |
| 2013 | Championnats du monde              | Moscou    | 13e      | Décathlon | 8 312  |

### Records
| Épreuve          | Performance   | Lieu        | Date            |
| ---------------- | ------------- | ----------- | --------------- |
| 100 mètres       | 10 s 80       | Des Moines  | 21 juin 2013    |
| Longueur         | 7,80 m        | Moscou      | 10 août 2013    |
| Poids            | 14,68 m       | Moscou      | 10 août 2013    |
| Hauteur          | 2,17 m        | Des Moines  | 21 juin 2013    |
| 400 mètres       | 48 s 37       | Arcadia     | 7 avril 2011    |
| 110 mètres haies | 14 s 51       | Des Moines  | 7 juin 2012     |
| Disque           | 43,22 m       | Chula Vista | 24 mars 2014    |
| Perche           | 4,70 m        | Salzbourg   | 24 mai 2014     |
| Javelot          | 60,44 m       | Des Moines  | 22 juin 2013    |
| 1500 mètres      | 4 min 22 s 38 | Barcelone   | 10 juillet 2012 |
| Décathlon        | 8 312 pts     | Moscou      | 11 août 2013    |